# Donizete Oliveira
Donizete Oliveira, brazilski nogometaš, * 21. februar 1968, Bauru, Brazilija.
Za brazilsko reprezentanco je odigral 6 uradnih tekem.